# Nuria Selva
Nuria Selva Fernández (ur. 3 maja 1969 w Sewilli) – hiszpańska i polska biolog, ekolog zwierząt, doktor habilitowany, pracownik Instytutu Ochrony Przyrody PAN.

## Życiorys
W roku 1993 ukończyła studia na wydziale biologii uniwersytetu w Sewilli. W latach 1993–1994 współpracowała przy badaniach i edukacji ekologicznej w parku narodowym Doñana. W 1995 (w ramach stypendium hiszpańskiego MSZ) przyjechała po raz pierwszy do Polski uczestnicząc w badaniach w Zakładzie Badania Ssaków PAN w Białowieży. W 1997 korzystając z kolejnych stypendiów naukowo badawczych przeniosła się na stałe do Polski rozpoczynając prace nad doktoratem dotyczącym ekologii padlinożerców w Puszczy Białowieskiej. W roku 2004 przebywała na stypendium w Hemholz Centre for Enviromental Research w Lipsku (metody statystyczne i modelowanie procesów ekologicznych).
W roku 2004 obroniła doktorat monograficzny na uniwersytecie w Sewilli  The role of scavenging in the predator community of Białowieża Primeval Forest, Poland  (Rola padlinożerności w zgrupowaniu drapieżników Puszczy Białowieskiej). Od 2005 jest adiunktem w Instytucie Ochrony Przyrody w PAN w Krakowie. Od 2007 roku zajmuje się również ekologią niedźwiedzia brunatnego w polskich Karpatach oraz leśnymi obszarami bezdrogowymi.
W 2014 roku habilitowała się na Wydziale Biologii i Nauk o Ziemi Uniwersytetu Jagiellońskiego pracą  Wpływ koncentracji zasobów w czasie i przestrzeni na zgrupowania lądowych ekosystemów strefy umiarkowanej.

## Życie osobiste
Jest zamężna, jej mężem (od ca. 2007 roku) jest Adam Wajrak.

## Pełnione funkcje[7]
- Członek Państwowej Rady Ochrony Przyrody od 2024[8]
- Członek Large Carnivore Initiative for Europe od 2014
- Członek IUCN Bear Specialist Group (2013-2016)
- Członek Rady Dyrektorów oraz Przewodniczący Komitetu Polityki europejskiej sekcji Society for Conservation Biology (2008-2010)
- Ekspert polsko-słowackiej grupy roboczej ds. dużych drapieżników, powołanej przez Ministerstwo Środowiska w 2012 r.
- Komitet Naukowy II i III Europejskiego Kongresu Ochrony Przyrody, ECCB2009 i ECCB2012
- Koordynator Planu Ochrony Niedźwiedzia Brunatnego w Polsce (2009-2011)
- Członek Wojewódzkiej Rady Ochrony Przyrody w Białymstoku (2008-2009)
- Członek European Section of the Society for Conservation Biology i Policy Committee od 2007
- Członek SECEM (Sociedad Española para la Conservación y Estudio de los Mamíferos, 1997-2012)
- Członek Science for the Carpathians (S4C) od 2012
- Członek IENE- Infra Eco Network Europe

## Wybrane publikacje
- Selva N., Fortuna M.A. 2007. The nested structure of a scavenger community. Proceedings of the Royal Society of London B 274: s. 1101-1108.
- Melis C., Selva N., Teurlings I., Skarpę C., Linnell J.D.C., Andersen R. 2007. Soil and vegetation nutrient response to bison carcasses in Białowieża Primeval Forest, Poland. Ecological Research 22: s. 807-813.
- Cortes-Avizanda A., Selva N. Carrete M., Donazar J. A. 2009. Effects of carrion resources on herbivore spatial distribution are mediated by facultative scavengers. Basic and Applied Ecology 10: S. 265-272.
- Selva N., Cortes-Avizanda A. 2009. The effects of carcasses and carrion dump sites on communities and ecosystems. W: Donazar J.A., Margalida A., Campion D. (red.) Vultures, feeding stations and sanitary legislation: a conflict and its consequences from the perspective of conservation biology. Munibe 29, Sociedad de Ciencias Aranzadi, Donostia, Hiszpania:  s. 452-473.
- Selva N., Hobson K.A., Cortes-Avizanda A., Zalewski A., Donazar J.A. 2012. Mast pulses shape trophic interactions between fluctuating rodent populations in a primeval forest. PLoS ONE 7(12)
- A. Wajrak, N. Selva.  Zwierzaki Wajraka ISBN 83-240-0250-2 Znak 2002[9]
- A. Wajrak, N. Selva.  Kuna za kaloryferem ISBN 83-240-0370-3 Agora 2020[10]

Do 2014 roku opublikowała  37 prac naukowych. Współczynnik cytowań Google Scholar wynosi 3930 (w styczniu 2022).